# La Croix-Comtesse
La Croix-Comtesse település Franciaországban, Charente-Maritime megyében. Lakosainak száma 223 fő (2022. január 1.). La Croix-Comtesse Coivert, Vergné és Villeneuve-la-Comtesse községekkel határos.

## Népesség
A település népességének változása:
| Lakosok száma | 207  | 189  | 161  | 167  | 241  | 229  | 223  | 223  | 223  | 223  |
|               | 1968 | 1982 | 1990 | 2006 | 2013 | 2015 | 2017 | 2019 | 2020 | 2022 |